# Speed Grapher
Speed Grapher (スピードグラファー Speed Grapher?) är en japansk anime på 24 avsnitt av GONZO. Serien visades på TV Asahi mellan 7 april och 22 september 2005 och licensierades av FUNimation Entertainment för distribution i USA år 2006. Serien följer den före detta krigsfotografen Tatsumi Saiga som stöter på en hemlig fetischklubb för det japanska samhällets elit.